# Kermia sagenaria
Kermia sagenaria é uma espécie de gastrópode do gênero Kermia, pertencente a família Raphitomidae.